# 蚌埠公交138路
蚌埠公交138路，是中国安徽省蚌埠市的一条公交线路，由蚌埠南站开往小黄山首末站，是全市唯一一条“敬老文明线路”，由蚌埠市公共交通集团有限公司运营、管理。目前该线路全部车辆均为安凯HFF6180G02CE5型18米铰接天然气空调车。

## 历史

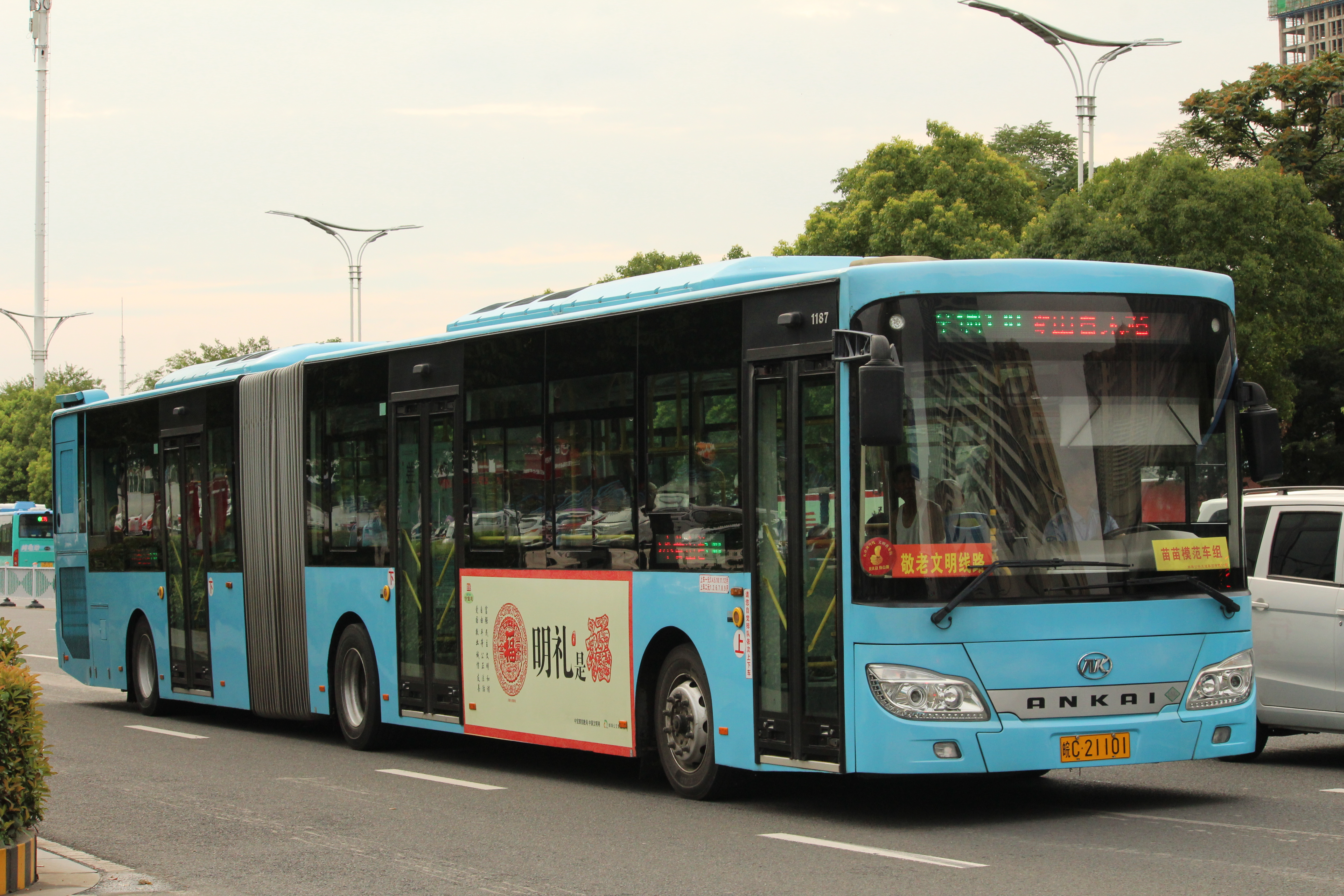
138路在蚌埠市禹会区东海大道
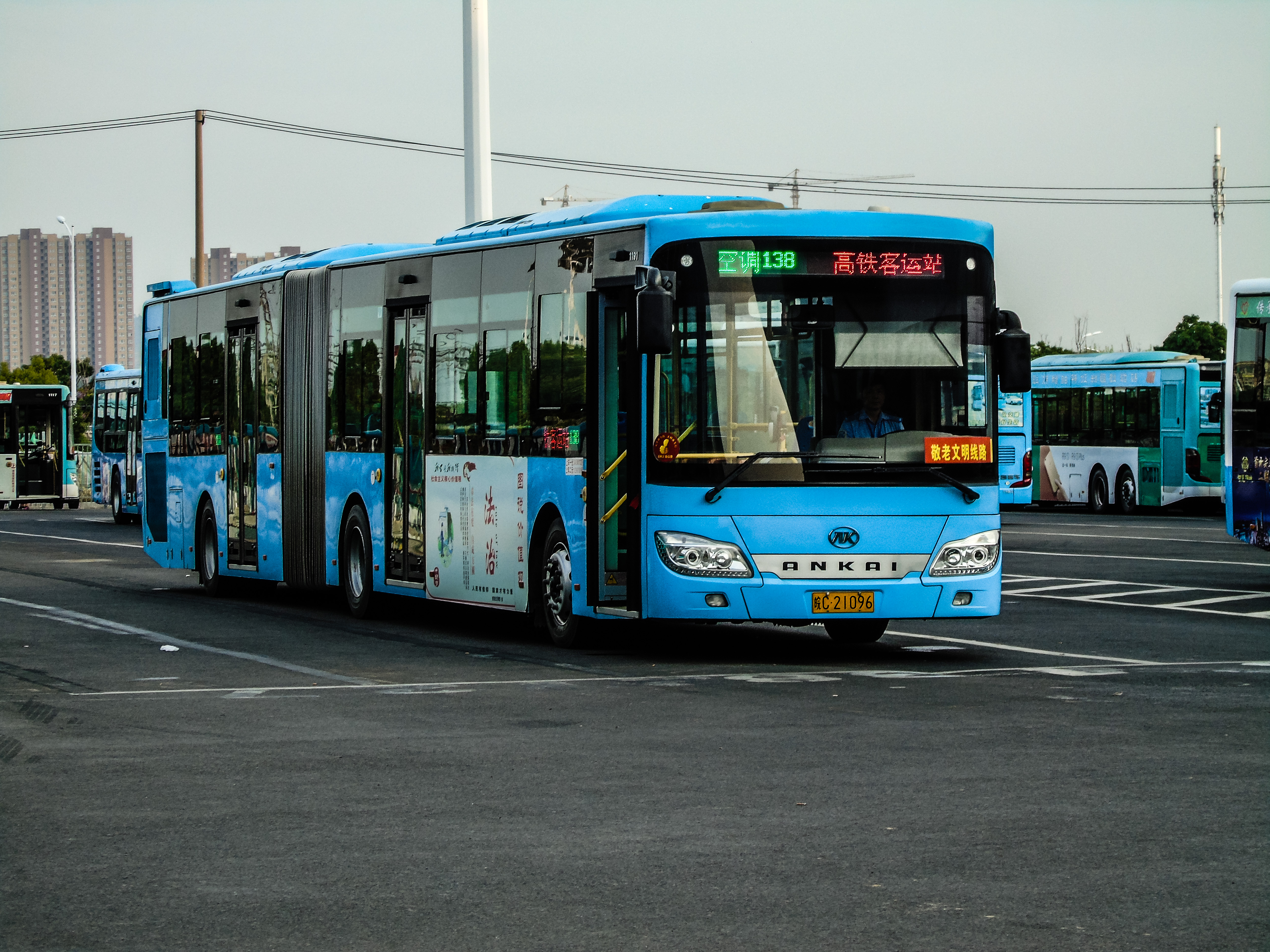
138路在蚌埠市龙子湖区蚌埠南站等待上客
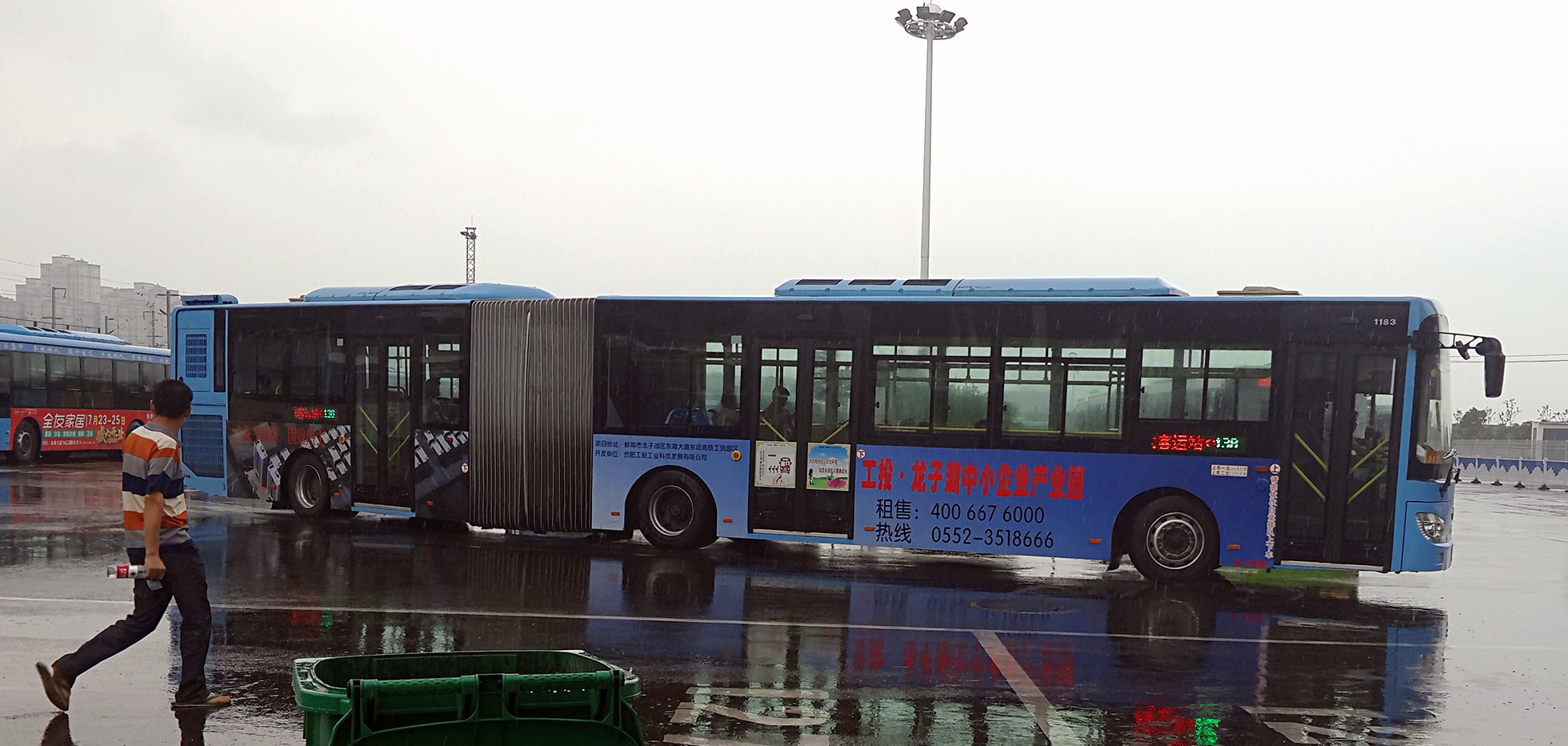
138路在蚌埠市龙子湖区蚌埠南站等待上客
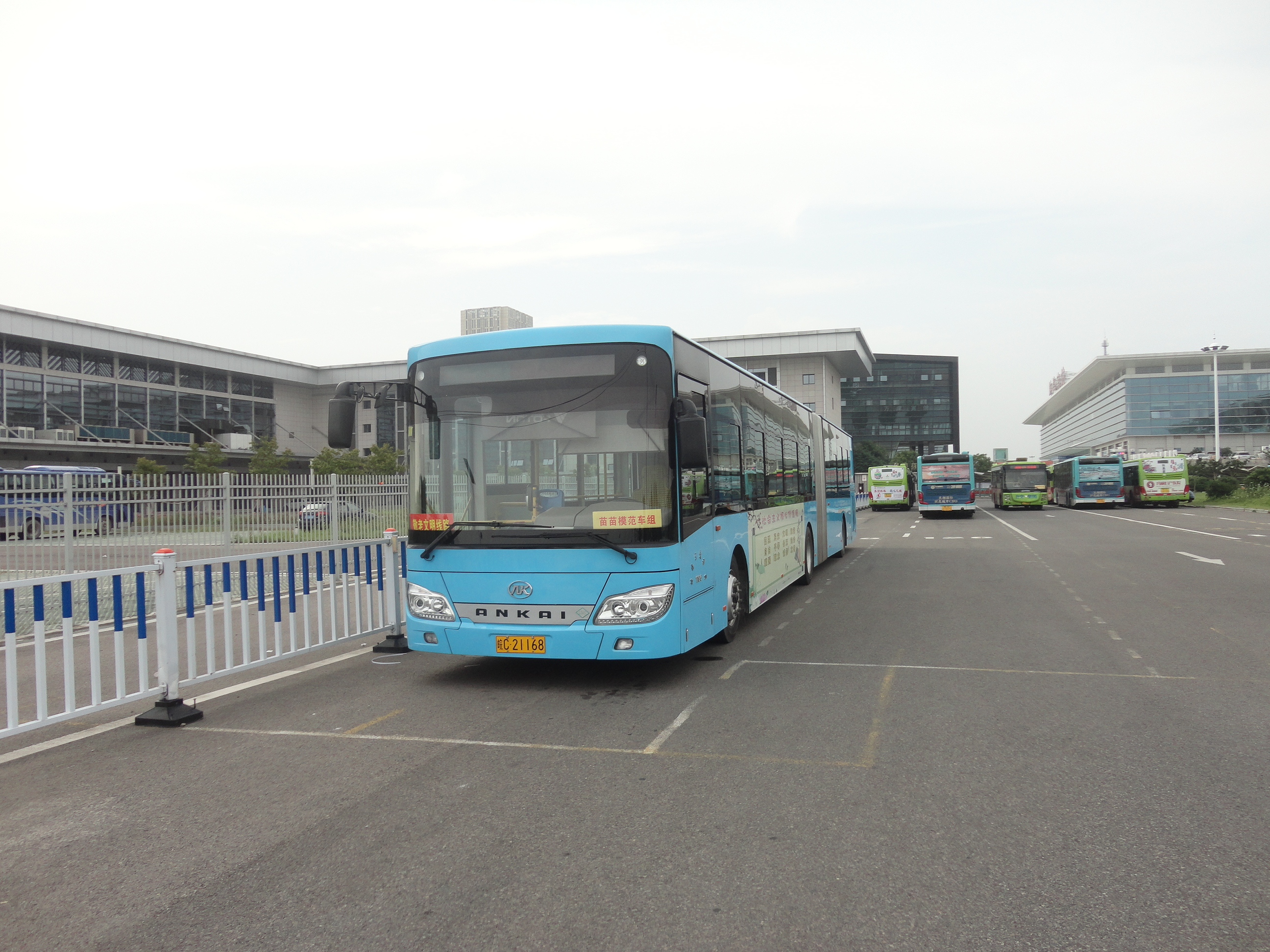
138路在蚌埠市龙子湖区蚌埠南站等待上客
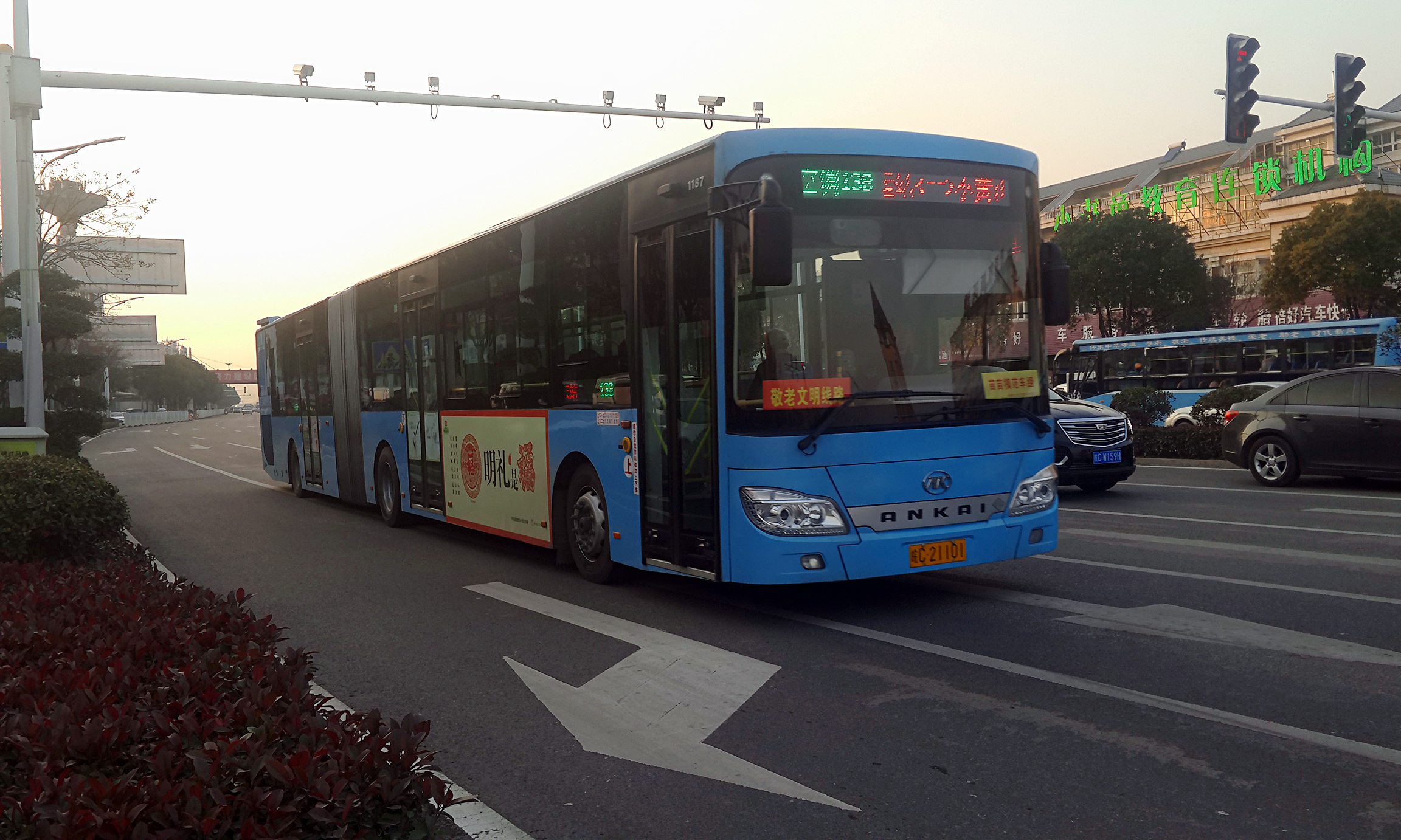
138路在蚌埠市禹会区东海大道
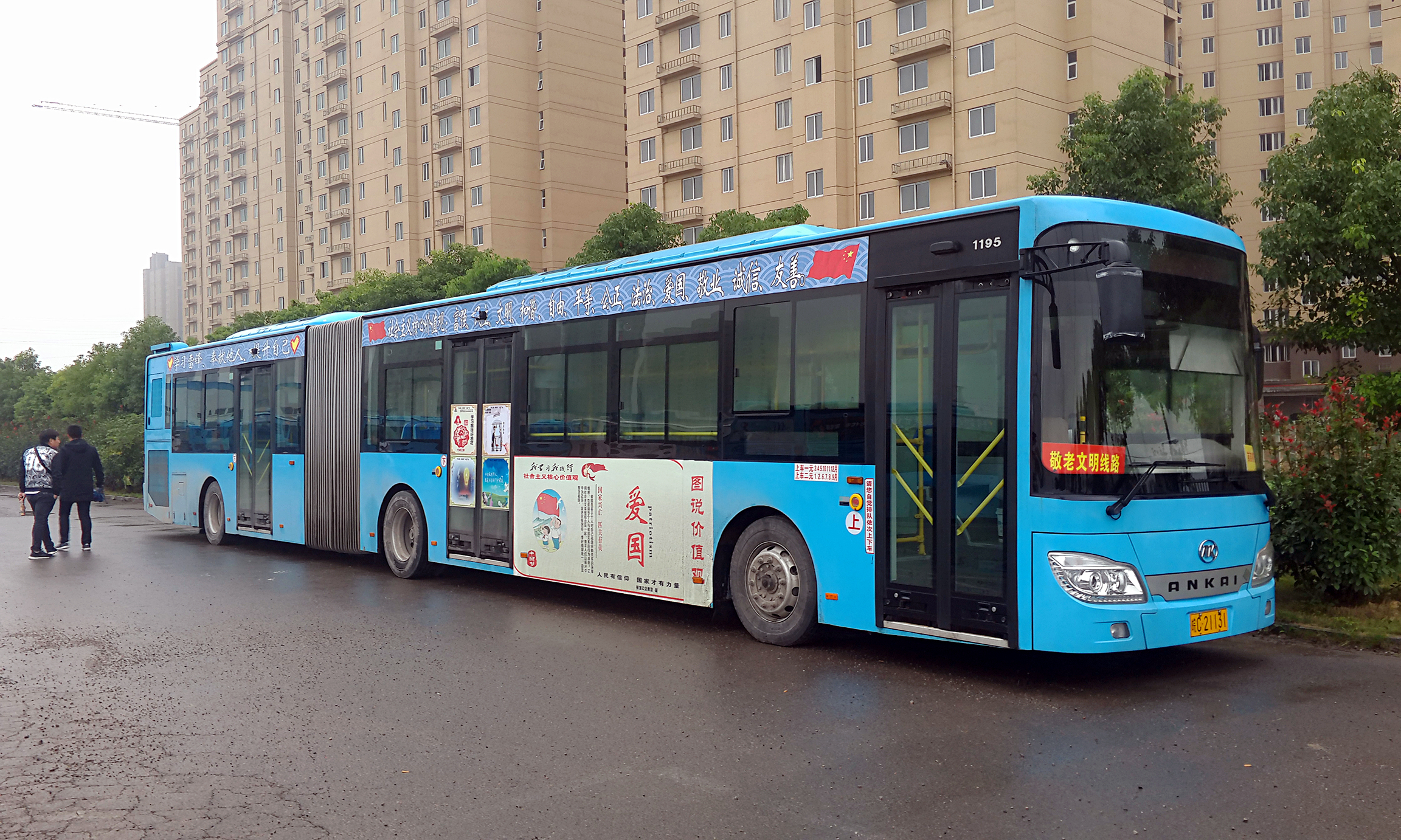
138路在蚌埠市禹会区小黄山等待上客
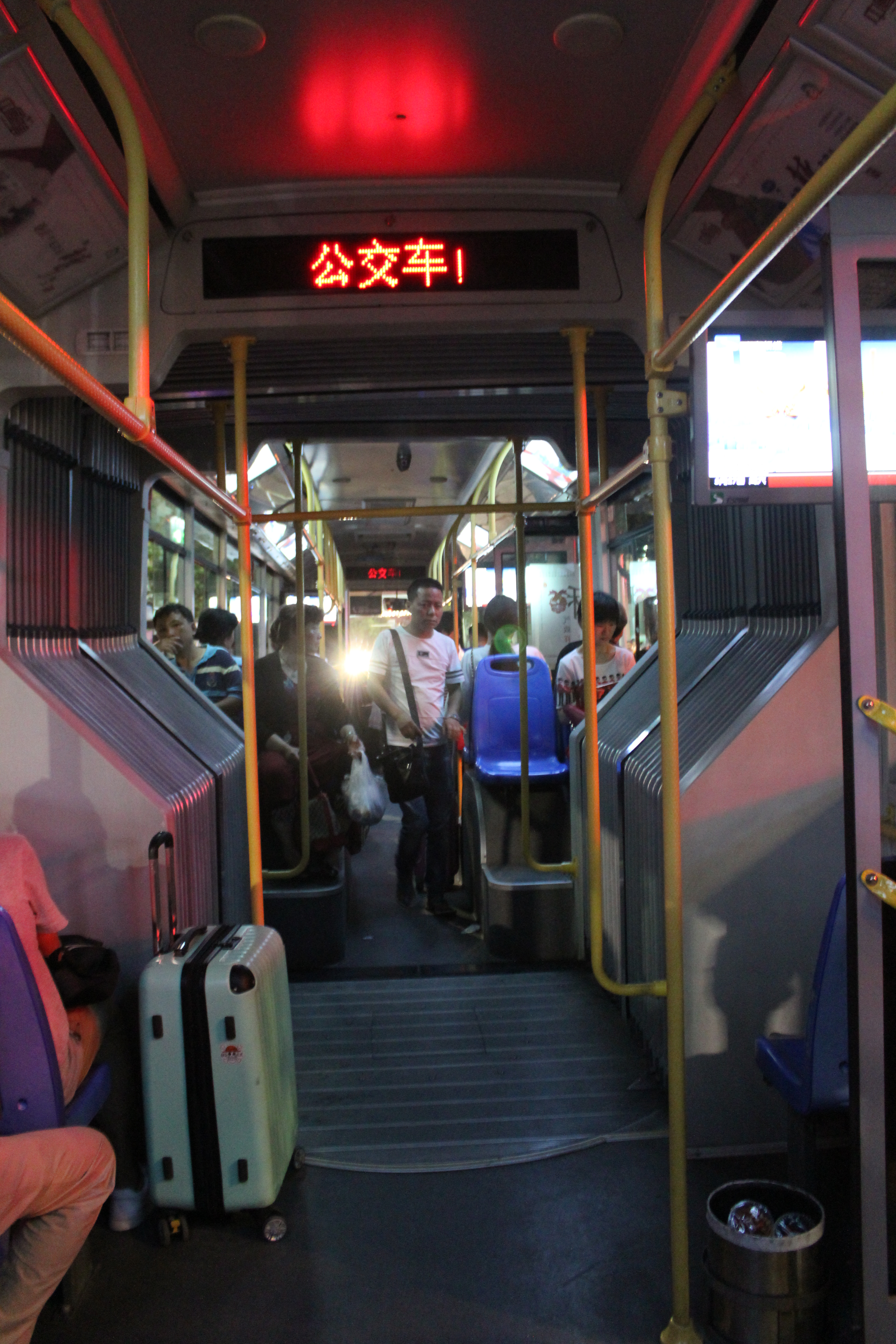
138路使用的铰接客车内部

- 2014年，蚌埠公交集团购置了安凯HFF6180G02CE5型18米铰接天然气空调车。为增进禹会区、蚌山区、龙子湖区南部联系、进一步深化东海大道的城市地位、方便禹会区市民前往蚌埠南站乘坐高铁，蚌埠公交集团开通了138路公交。[3][4]
- 2015年重阳节，蚌埠公交集团在当天将138路命名为“敬老文明线路”，车内公开敬老服务承诺、设置敬老便民箱，在公交车厢积极营造敬老爱老的良好氛围，为公交“创城”工作增加了亮点。[5][6][7]

## 站点

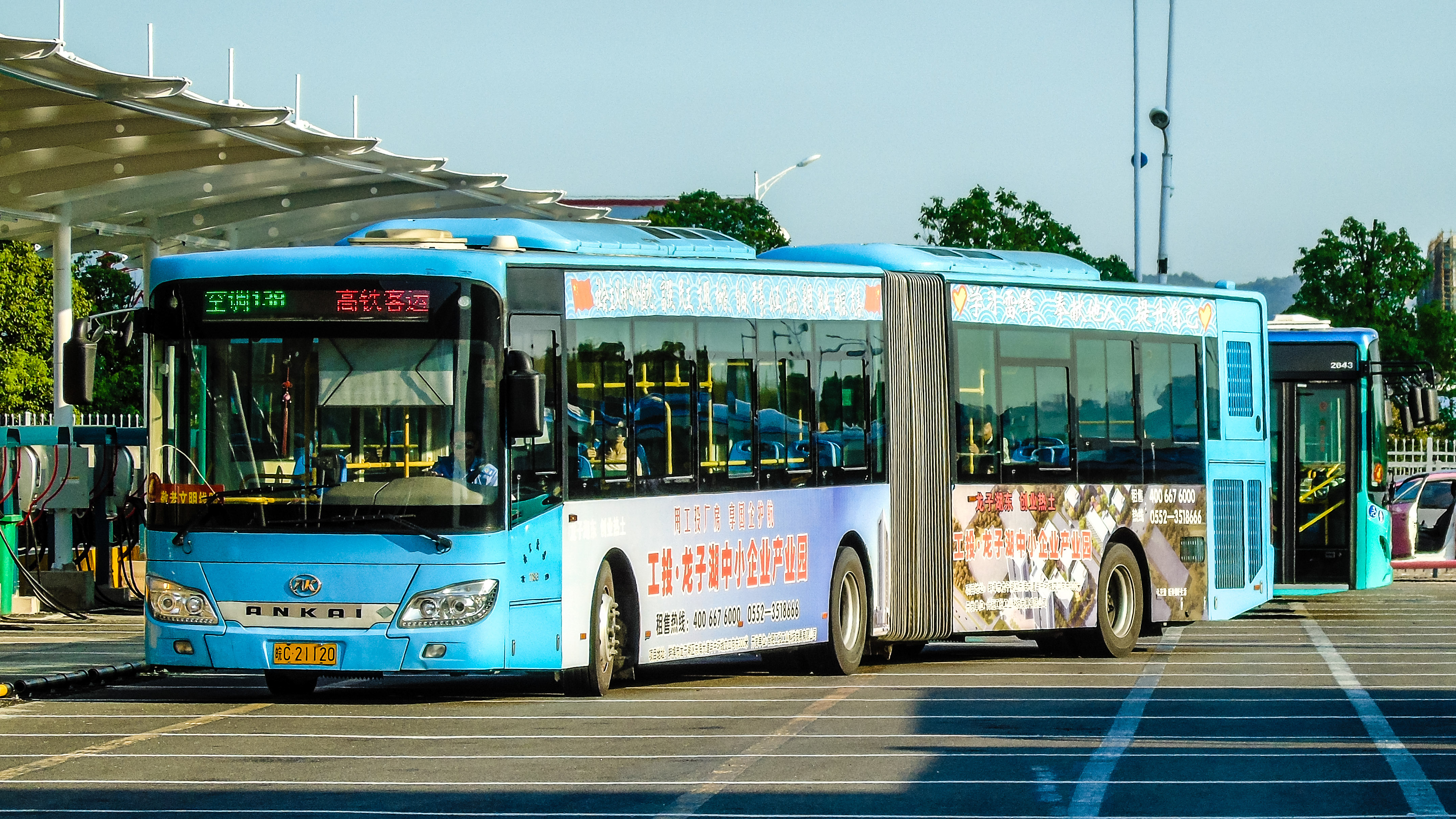
蚌埠公交138路驶入蚌埠南站

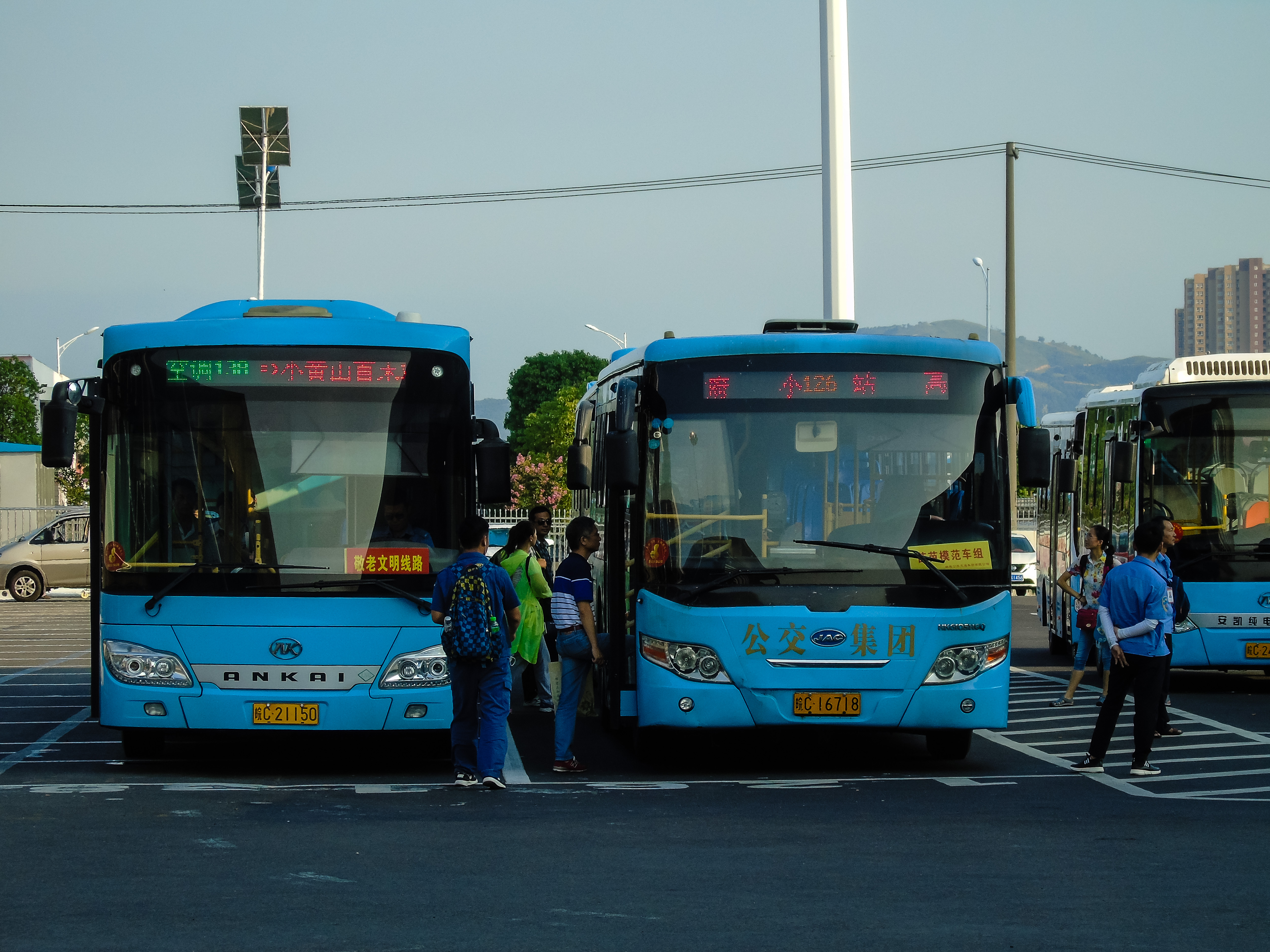
蚌埠公交138路和126路在蚌埠南站

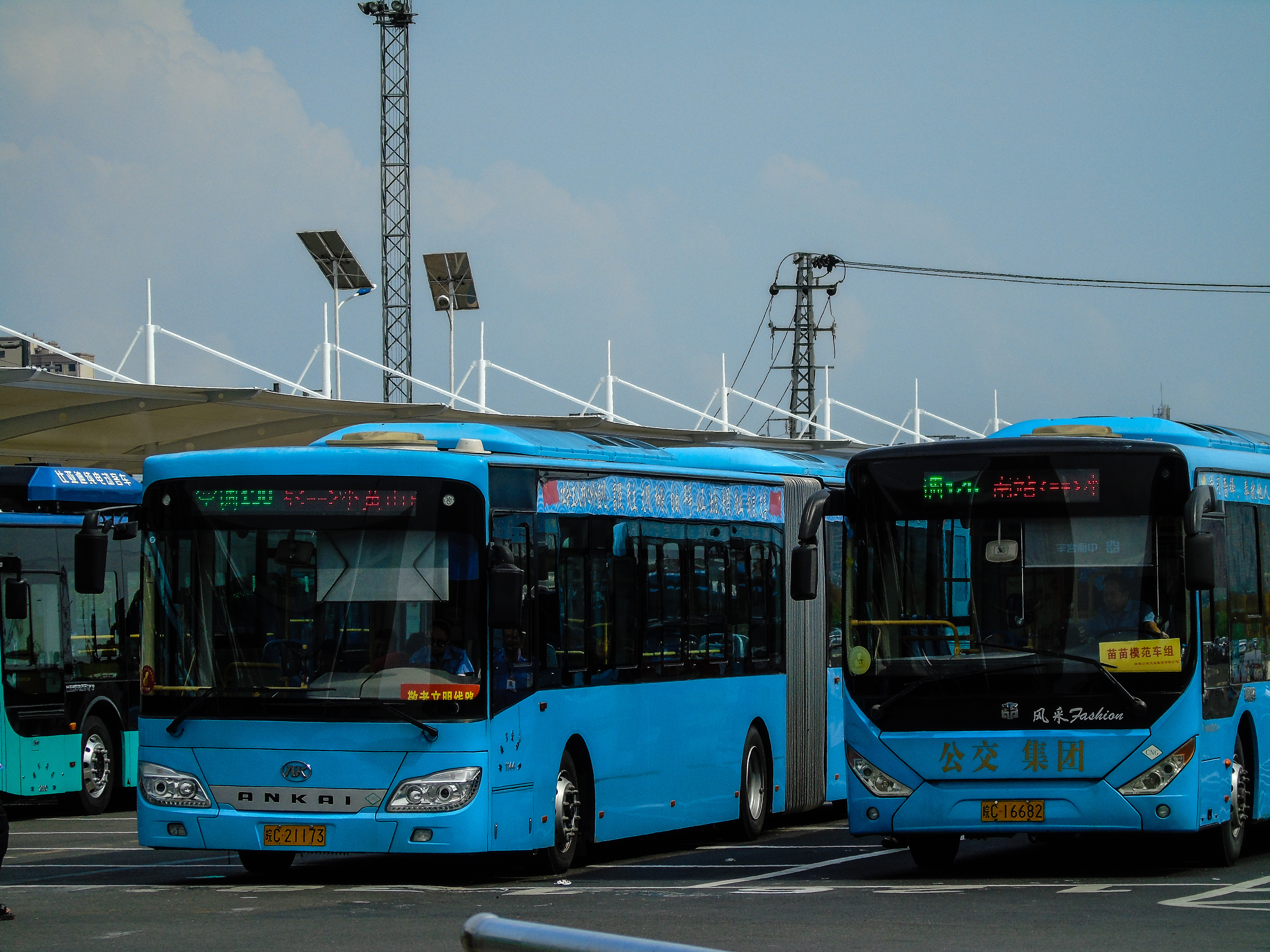
蚌埠公交138路和126路在蚌埠南站

### 途经站
- 往小黄山首末站 ： 蚌埠南站 - 蚌埠南站广场 - 龙湖体育馆 - 龙湖春天 - 蚌医西门 - 安徽财大东门 - 绿地国际花都 - 东海大道·曹山路 - 龙湖大桥东 - 市中级人民法院 - 市检察院 - 市政府 - 珍珠小区 - 老年康复医院 - 民政局 - 东海大道·万达广场 - 光彩市场 - 张公湖 - 张公山公园南门 - 锦江大酒店 - 东海大道·张公山路 - 东海大道·电子41所 - 高科花园 - 海军士官学校 - 高新区管委会 - 省一轻校 - 机电技师学院 - 山香村·山香医院 - 绿地世纪城 - 天河路 - 小黄山首末站
- 往蚌埠南站 ： 小黄山首末站 - 天河路 - 绿地世纪城 - 山香村·山香医院 - 机电技师学院 - 省一轻校 - 高新区管委会 - 海军士官学校 - 高科花园 - 东海大道·电子41所 - 东海大道·张公山路 - 锦江大酒店 - 张公山公园南门 - 张公湖 - 光彩市场 - 东海大道·万达广场 - 民政局 - 老年康复医院 - 珍珠小区 - 市政府 - 市检察院 - 市中级人民法院 - 龙湖大桥东 - 东海大道·曹山路 - 绿地国际花都 - 安徽财大东门 - 蚌医西门 - 龙湖春天 - 龙湖体育馆 - 蚌埠南站广场 - 蚌埠南站[8]

### 换乘站
以下内容均统计自：蚌埠市公共交通集团有限公司营运线路一览表
- 蚌埠南站 ： 126路 127路 128路 微2路 K311路
- 蚌埠南站广场 ： 126路 127路 128路 微2路
- 龙湖体育馆 ： 128路
- 龙湖春天 ： 128路 K311路
- 蚌医西门 ： 117路
- 安徽财大东门 ： 115路 117路 K311路 207路
- 绿地国际花都 ： 117路 126路
- 龙湖大桥东 ： 117路 126路 127路 128路 微2路 207路 222路
- 市中级人民法院 ： 117路 126路 127路 207路
- 市检察院 ： 117路 126路 132路
- 市政府 ： 105路 126路 K311路
- 老年康复医院 ： 106路 125路
- 东海大道·万达广场 ： 123路 微3路 K311路
- 光彩市场 ： 123路 微3路 156路
- 张公湖 ： 123路 156路 209路
- 张公山公园南门 ： 123路 156路 209路
- 锦江大酒店 ：　123路 209路 K311路
- 东海大道·张公山路 ： 120路 133路
- 东海大道·电子41所 ： 104路 123路
- 高科花园 ： 104路 106路 122路 中科电力专线
- 海军士官学校 ： 106路 122路 中科电力专线
- 省一轻校 ： 103路 104路 中科电力专线
- 机电技师学院 ： 103路 104路 中科电力专线
- 绿地世纪城 ： 103路 123路
- 天河路 ： 103路 123路 140路
- 小黄山 ： 103路 123路 140路

## 票价
2018年3月15日起，支付宝刷卡机开始在蚌埠公交101路、107路、118路、126路、127路、128路、138路7条线路试运行，乘客可以通过支付宝手机软件进行扫码付费乘车，支付宝扫码乘车的支付票价和投币票价相同，暂不享受刷卡优惠。
- 未持卡乘客普通车投币1元，空调车投币2元。
- 持普通电子钱包卡普通车0.9元/次，空调车1.8元/次。
- 持学生月票卡普通车0.18元/次，成人卡0.36元/次，空调车加1元。
- 持老人卡、拥军卡、爱心卡的乘客免费乘车。[10]

## 资料来源
1. ↑  .   [2017-06-14]. （原始内容存档于2017-08-02）.
2. ↑  .   [2017-06-14]. （原始内容存档于2018-01-01）.
3. ↑  记者尝鲜蚌埠18米“超长版”公交[永久]
4. ↑  蚌埠18米超长公交车周六亮相138线路[永久]
5. ↑  全省“敬老文明号”创建活动推进会议在蚌埠市召开[永久]
6. ↑  .   [2017-06-14]. （原始内容存档于2017-08-22）.
7. ↑  .   [2017-06-14]. （原始内容存档于2017-08-01）.
8. ↑  .   [2017-06-14]. （原始内容存档于2017-07-08）.
9. ↑  【支付宝乘车】蚌埠云公交卡使用指南 新浪微博
10. ↑  .   [2017-06-17]. （原始内容存档于2018-03-09）.